# Nefitas

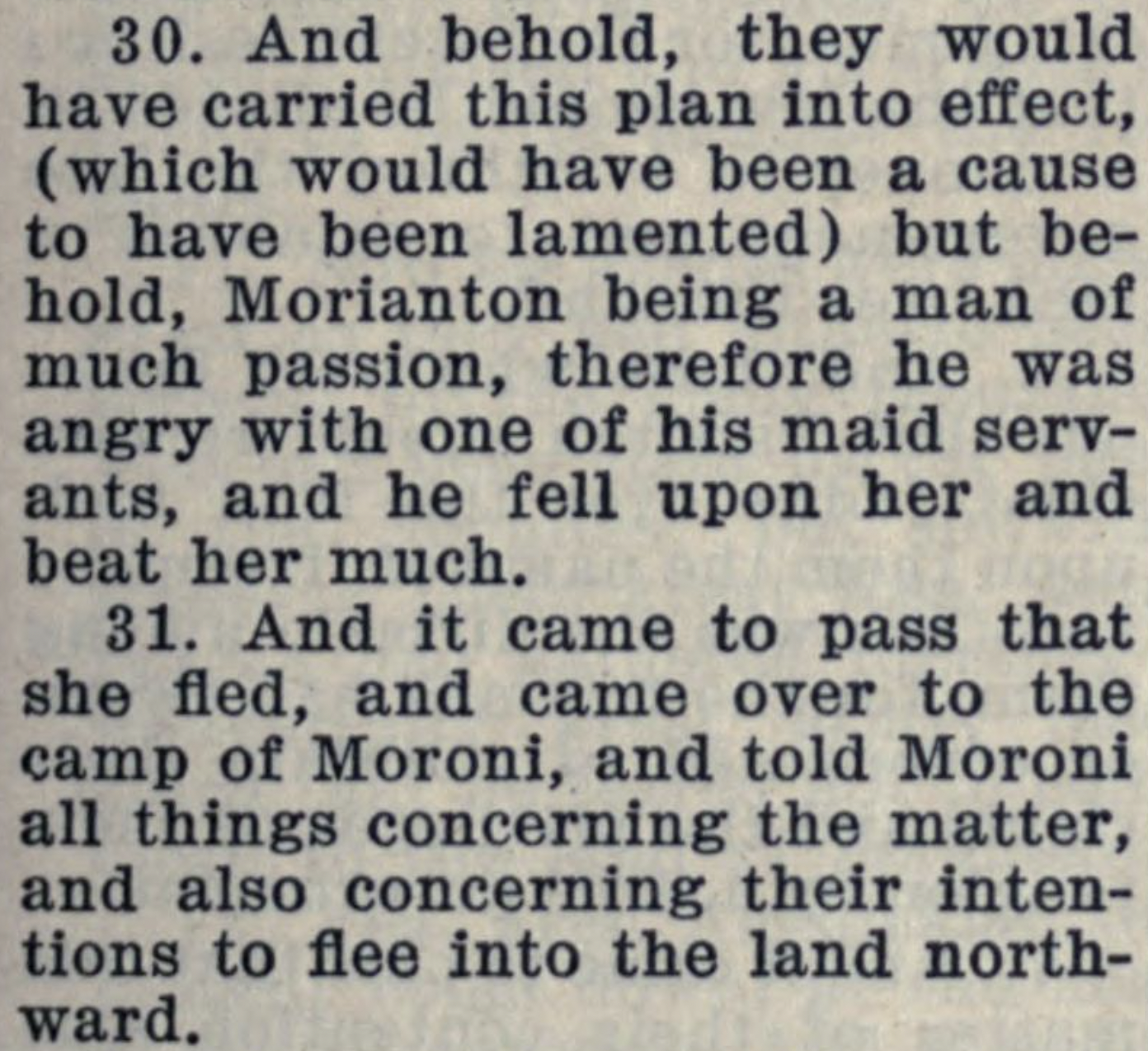
Libro de Alma, capítulo 50, versículos 30 y 31.

Los nefitas fueron un pueblo mencionado en el Libro de Mormón. De acuerdo a la historia del libro, se trata de un pueblo descendiente o asociado a Nefi, un profeta que abandonó Jerusalén a instancias de Dios en el 600 a. C. y viajó con su familia al hemisferio occidental, llegando a América cerca del año 589 a. C. Inicialmente honrados, los nefitas cayeron en la maldad y fueron aniquilados por sus hermanos, los lamanitas, alrededor del año 385.
Pese a la ausencia total de evidencia arqueológica acerca de su existencia, los miembros de la Iglesia de Jesucristo de los Santos de los últimos días creen en la existencia de este pueblo, y en que se asentaron en un lugar de América del Sur después de abandonar su patria.